# Jezero (Jajce, BiH)
Jezero je naseljeno mjesto u općini Jajce, Federacija Bosne i Hercegovine, BiH.

## Povijest
Nakon potpisivanja Daytonskog mirovnog sporazuma izdvojeno je istoimeno naseljeno mjesto koje je pripalo općini Jezero, koja je ušla u sastav Republike Srpske, i postalo njeno općinsko središte.

## Stanovništvo

### Popisi 1971. – 1991.
| Jezero             |              |              |              |
| godina popisa      | 1991.        | 1981.        | 1971.        |
| Muslimani          | 477 (57,19%) | 409 (56,18%) | 435 (73,10%) |
| Srbi               | 282 (33,81%) | 245 (33,65%) | 131 (22,01%) |
| Hrvati             | 33 (3,95%)   | 13 (1,78%)   | 19 (3,19%)   |
| Jugoslaveni        | 34 (4,07%)   | 46 (6,31%)   | 6 (1,00%)    |
| ostali i nepoznato | 8 (0,95%)    | 15 (2,06%)   | 4 (0,67%)    |
| ukupno             | 834          | 728          | 595          |

### Popis 2013.
| Jezero             |          |
| godina popisa      | 2013.    |
| Srbi               | 6 (100%) |
| Bošnjaci           | 0        |
| Hrvati             | 0        |
| ostali i nepoznato | 0        |
| ukupno             | 6        |